# Personnages d'Overwatch
 (juillet 2019).

Logo du jeu Overwatch

Cette liste des personnages d’Overwatch répertorie tous les personnages du jeu vidéo Overwatch et Overwatch 2, classés par ordre alphabétique dans un tableau. Les informations qui suivent leur prénom sont des informations officielles de Blizzard Entertainment,et de Gamepedia.
Les personnages d'Overwatch 2 ont un astérisque (*) juste après leur nom.

## Liste des personnages
| Nom                | Identité                                                | Âge    | Profession                                                                    | Type     | Nationalité                    | Race     | Date de mise en jeu | Armes                                                                | Capacités | Passif unique               | Capacité Ultime                                                               | Affiliations                                                                           | Bases d'opérations                                                       | Modèle(s) d'anniversaire                    | Modèle(s) de la féerie hivernale | Modèle(s) d'Archives                       | Modèles d'un Halloween terrifiant        | Modèle(s) du Nouvel an Lunaire        |
| ------------------ | ------------------------------------------------------- | ------ | ----------------------------------------------------------------------------- | -------- | ------------------------------ | -------- | ------------------- | -------------------------------------------------------------------- | --- | --------------------------- | ----------------------------------------------------------------------------- | -------------------------------------------------------------------------------------- | ------------------------------------------------------------------------ | ------------------------------------------- | -------------------------------- | ------------------------------------------ | ---------------------------------------- | ------------------------------------- |
| Ana                | Ana Amari                                               | 60     | Chasseuse de Primes                                                           | Soigneur | Égypte                         | Humaine  | 19 juillet 2016     | Fusil Biotique                                                       | -Fléchette hypodermique -Grenade biotique | Aucun                       | Nanoboost                                                                     | Overwatch (Anciennement)                                                               | Le Caire, Égypte                                                         | - Oiseau de nuit                            | - Chouette blanche               | - Sniper                                   | - Pharaon - Corsaire - Goule             | - Tal                                 |
| Ange               | Angela Ziegler                                          | 37     | Médecin urgentiste, équipe de premiers secours                                | Soigneur | Suisse                         | Humaine  | 24 mai 2016         | -Caducée (principale) -Miséricorde (secondaire)                      | -Ange gardien -Résurrection -Saut de l'ange                                                                                                  | Aucun                       | Valkyrie                                                                      | Overwatch (Anciennement)                                                               | Zurich, Suisse                                                           | - Mage - Dragon                             | - Ange de neige - Fée Dragée     | - Camouflage - Médecin militaire Ziegler   | - Sorcière                               | - Seoblim - Zhuque - Chance           |
| Ashe               | Elizabeth Caledonia "Calamity" Ashe                     | 41     | Voleuse, chef de gang                                                         | Dégâts   | États-Unis                     | Humaine  | 13 novembre 2018    | Le Cobra                                                             | -Dynamite -Canon scié | Aucun                       | B.O.B                                                                         | Gang Deadlock                                                                          | Coupe-Gorge des Deadlock, Arizona, États-Unis                            | - Chaperon rouge                            | - Hiver                          | - Mondaine                                 | - Démoniste                              | - Prospérité - Chasseuse de tigre     |
| Baptiste           | Jean-Baptiste Augustin                                  | 38     | Secouriste de combat                                                          | Soigneur | Haïti                          | Humain   | 19 mars 2019        | Bio-lanceur                                                          | -Salve régénérante -Champ d'immortalité | Exo-bottes                  | Matrice amplificatrice                                                        | Coalition Caribéenne (Anciennement), La Griffe (Anciennement)                          | Île de la Tortue, Haïti (Anciennement)                                   | - Funky                                     | Snowboarder                      | - La Griffe                                | - Vampire                                | - Contenu inexistant                  |
| Bastion            | automate de siège des Laboratoires SST E54, « Bastion » | 32     | Automate de combat                                                            | Dégâts   | Allemagne                      | Omniaque | 24 mai 2016         | -Configuration:Reconnaissance -Configuration:Sentinelle              | - Reconfiguration -Auto réparation (Overwatch 1) - Grenade tactique A-36                                                                     | Aucun                       | - Overwatch 1 : Configuration:Tank - Overwatch 2 : Configuration : Artillerie | Aucune                                                                                 | Inconnue                                                                 | - Furtif - Buggy                            | - Emballage cadeau - Avalanche   | - Gwishin - Secteur Zéro                   | - Cercueil - Tombe                       | - Feu du dragon - Coq                 |
| Bouldozer          | Hammond                                                 | 16     | Pilote de méca, mécanicien                                                    | Tank     | Colonie Lunaire Horizon [Lune] | Hamster  | 24 juillet 2018     | Batterie de canons                                                   | -Roulé-boulé -Griffe-crampon -Bouclier dynamique -Pilonnage                                                                                  | Aucun                       | Champ de mines                                                                | Aucune                                                                                 | -Colonie lunaire Horizon (Anciennement) -Junkertown, Australie           | - Sous-marin                                | - Bonhomme de neige              | - Roulette                                 | - Citrouille                             | - Porcelaine - Lampion de papier      |
| Brigitte           | Brigitte Lindholm                                       | 25     | Ingénieure en génie mécanique, aventurière                                    | Soigneur | Suède                          | Humaine  | 20 mars 2018        | Fléau à réaction                                                     | -Fléau cinglant -Module de réparation -Bouclier-écran -Charge de Bouclier                                                                    | Inspiration                 | Ralliement                                                                    | Aucune                                                                                 | Göteborg, Suède                                                          | - Police antiémeute - Vierge guerrière      | - Chocolat à la menthe poivrée   | - Contenu inexistant                       | - Chasseur de vampire - Golhem           | - Opéra - Général                     |
| Cassidy            | Cole Cassidy (anciennement Jesse McCree)                | 39     | Chasseur de primes                                                            | Dégâts   | États-Unis                     | Humain   | 24 mai 2016         | Pacificateur                                                         | -Grenade flash -Roulade | Aucun                       | Implacable                                                                    | Gang Deadlock (Anciennement)Blackwatch (Anciennement)Overwatch (Anciennement)          | Santa Fe, États-Unis                                                     | - Détective                                 | - Trappeur - Scooge              | - Deadlock - Blackwatch                    | - Van Helsing - Mort-vivant              | - Magistrat                           |
| Chacal             | Jamison Fawkes                                          | 27     | Anarchiste, voleur, démolisseur, mercenaire, récupérateur                     | Dégâts   | Australie                      | Humain   | 24 mai 2016         | Lance-Grenades                                                       | -Mine incapacitante -Piège d'acier | Mauvais Perdant             | Pneumastic                                                                    | Junkers (Anciennement)                                                                 | Junkertown, Australie (Anciennement)                                     | - Chaccharose - Rat de cale                 | - Krampus - Plage                | - Roi Jamison - Clown                      | - Inferno - Dr. Schakalshtein            | - Feu d'artifice                      |
| Chopper            | Mako Rutledge                                           | 50     | Tueur à Gages (Anciennement), garde du corps, voleur, démolisseur, mercenaire | Tank     | Australie                      | Humain   | 24 mai 2016         | Déferrailleur                                                        | -Inhalateur -Traquelard - Porcherie (Overwatch 2)                                                                                            | Aucun                       | Équarriseur                                                                   | Junkers (Anciennement)                                                                 | Junkertown, Australie (Anciennement)                                     | - Toxique - Toxique                         | - Pêcheur sur glace - Rodolphe   | - Milice                                   | - Clown - Monstre de Schakalshtein       | - Bajie                               |
| D.Va               | Hana Song                                               | 21     | Joueuse pro (Anciennement), Pilote de Méca                                    | Tank     | Corée du Sud                   | Humaine  | 24 mai 2016         | -Fusio-Canon (Méca) -Pistolet Laser (D.Va sans méca)                 | -Turboréacteurs -Matrice défensive -Micro-missiles                                                                                           | Éjection                    | -Autodestruction (Méca) -Appel du méca (D.Va sans méca)                       | MEKA (Mobile Exo-force, Armée Coréenne)                                                | Busan, Corée du Sud                                                      | - Chat blanc - Etudiante - Minuit - Fifties | - En traîneau                    | - Contenu inexistant                       | - Shin Ryeong                            | - Palanquin                           |
| Danger*            | Findlay Docherty                                        | 24     | Membre des Phreaks                                                            | Tank     | Écosse                         | Humain   | 10 décembre 2024    | Éperon osseux                                                        | -Garde hérissée -Saut violent -Mir dentelé                                                                                                   | Grimpe                      | Déluge                                                                        | Phreaks                                                                                | Glasgow, Écosse (Anciennement)                                           |                                             |                                  |                                            |                                          |                                       |
| Doomfist           | Akande Ogundimu                                         | 47     | Mercenaire                                                                    | Dégâts   | Nigeria                        | Humain   | 27 juillet 2017     | Calibre prosthétique                                                 | -Onde de choc -Uppercut -Direct d'enfer | Aucun                       | Frappe météore                                                                | La Griffe                                                                              | Oyo, Nigeria                                                             | - Gladiateur - Fibre de carbone - Smoking   | - Jötunn                         | - La Griffe                                | - Monstre des marais                     | - Moine                               |
| Écho               | Écho                                                    | 14     | Robot adaptatif multirôle                                                     | Dégâts   | Aucune                         | Omniaque | 14 avril 2020       | Tir triangulaire                                                     | -Bombes collantes -Vol -Rayon focalisé | Planeur                     | Dupliquer                                                                     | Overwatch (Anciennement)                                                               | Suisse (anciennement) États-Unis (anciennement) Observatoire : Gibraltar | - Contenu inexistant                        | - Contenu inexistant             | - Contenu inexistant                       | - Vampire - Poupée                       | - Kkachi                              |
| Fatale             | Amélie Lacroix                                          | 35     | Assassin                                                                      | Dégâts   | France                         | Humaine  | 24 mai 2016         | Baiser de la Veuve                                                   | -Grappin -Mine venimeuse | Aucun                       | Infravision                                                                   | La Griffe                                                                              | Bourges, France                                                          | - Electrique                                | - Biathlète                      | Mousquetaire - La Griffe                   | - Scorpion - Araignée                    | - Serpent pâle - Lys noir             |
| Faucheur           | Inconnue (Gabriel Reyes)                                | 60     | Mercenaire                                                                    | Dégâts   | Inconnue ( États-Unis)         | Humain   | 24 mai 2016         | Pompes Funèbres                                                      | -Forme spectrale -Voie des ombres | La moisson                  | Éclosion mortelle                                                             | Inconnue (Armée Américaine, Overwatch, Blackwatch (Anciennement), La Griffe)           | Inconnue (Los Angeles, Californie, États-Unis)                           | - Eternité - Bas les maques                 | - Roi des rats - Frisson         | - Blackwatch                               | - Dracula - Citrouille                   | - Lü Bu                               |
| Freja*             | Freja Skov                                              | 34     | Chasseuse de primes                                                           | Dégâts   | Danemark                       | Humaine  | 22 avril 2025       | Arbalète Rafale                                                      | -Ruée rapide -Courant ascendant -Dans le mille                                                                                               | Chasseuse de primes         | Tir de bolas                                                                  | Overwatch (Anciennement)                                                               | Copenhague, Danemark (Anciennement)                                      |                                             |                                  |                                            |                                          |                                       |
| Genji              | Genji Shimada                                           | 37     | Aventurier                                                                    | Dégâts   | Japon                          | Cyborg   | 24 mai 2016         | Shuriken                                                             | -Frappe du vent -Riposte | Agilité cybernétique        | Lame du dragon                                                                | Clan Shimada (Anciennement) Overwatch (Anciennement) Blackwatch (Anciennement)         | Monastère de Shambali, Népal                                             | - Démon - Sentai                            | - Spectre de glace               | - Bushi - Blackwatch                       | - Squelette - Karasu-Tengu               | - Baihu                               |
| Hanzo              | Hanzo Shimada                                           | 40     | Mercenaire, Assassin                                                          | Dégâts   | Japon                          | Humain   | 24 mai 2016         | Arc Tempête                                                          | -Flèche sonique -Rafale -Impulsion | Escalade                    | Frappe du dragon                                                              | Clan Shimada                                                                           | Hanamura, Japon                                                          | - Cyber Ninja                               | - Urbain                         | - Héritier                                 | - Dai-tengu - Démon                      | - Huang Zong                          |
| Illari*            | Illari Quispe Ruiz                                      | 18     | Dernière guerrière d'Inti                                                     | Soigneur | Pérou                          | Humaine  | 10 août 2023        | Fusil Solaire                                                        | -Eruption -Pylône de soin | Aucun                       | Soleil accablant                                                              | Inti                                                                                   | Runasapi, Pérou                                                          | -                                           | -                                | -                                          | -                                        | -                                     |
| Juno*              | Juno Teo Minh                                           | 19     | Navigatrice                                                                   | Soigneur | Mars ?                         | Humaine  | 27 août 2024        | Médiblaster                                                          | - Torpilles à Neutrons - Vol Plané -Hyperanneau                                                                                              | Bottes Martiennes           | Rayon Orbital                                                                 |                                                                                        |                                                                          |                                             |                                  |                                            |                                          |                                       |
| Kiriko*            | Kiriko Kamori                                           | 21     | Protectrice de Kanezaka                                                       | Soigneur | Japon                          | Humain   | 4 octobre 2022      | Kunai                                                                | - O-fuda de guérison - Pas véloce - Suzu de protection                                                                                       | Escalade                    | Ruée de Kitsune                                                               | Membre de Yokai.                                                                       | Kanezaka, Japon                                                          | -                                           | -                                | -                                          | -                                        | -                                     |
| Lúcio              | Lúcio Correia dos Santos                                | 26     | DJ, champion de la liberté                                                    | Soigneur | Brésil                         | Humain   | 24 mai 2016         | Ampli                                                                | -Crossfade -Volume max. -Onde sonore | Wall ride                   | Mur du son                                                                    | Aucune                                                                                 | Rio de Janeiro, Brésil                                                   | - Dendrobate - Jazzy                        | - Renard polaire - Andes         | - Corredor - Egaliseur                     | - Satyre - Gorgone                       | - Samul Nori                          |
| Mauga*             | Mauga Malosi                                            | 37     | Mercenaire                                                                    | Tank     | Samoa                          | Humain   | 5 décembre 2023     | Canon mitrailleur incendiaire Canon mitrailleur explosif             | -Déferlement -Cent à l'heure | Fureur sacrée               | Combat en cage                                                                | Pillards des Abysses (anciennement) La Griffe                                          | Apia, Samoa                                                              | -                                           | -                                | -                                          | -                                        | -                                     |
| Mei                | Mei-Ling Zhou                                           | 33     | Aventurière, climatologue                                                     | Dégâts   | Chine                          | Humaine  | 24 mai 2016         | Canon Endothermique                                                  | -Cryostase -Mur de glace | Aucun                       | Blizzard                                                                      | Overwatch (Anciennement)                                                               | Xi'an, Chine                                                             | - Melon d'hiver - Appicultrice              | - Manchot - Mei-eurs voeux       | - Pyjamei                                  | - Citrouille - Jiangshi                  | - Chang'e - Luna                      |
| Moira              | Moira O’Deorain                                         | 50     | Généticienne, Ministre de la génétique                                        | Soigneur | Irlande                        | Humaine  | 16 novembre 2017    | Emprise Biotique                                                     | -Volatilité -Orbe biotique | Aucun                       | Coalescence                                                                   | Blackwatch (Anciennement), La Griffe                                                   | Dublin, Irlande; Oasis, Irak                                             | - Dionée                                    | - Impératrice des glaces - Houx  | - Scientifique - Blackwatch                | - Banshee                                | - Danseuse masquée                    |
| Orisa              | Orisa                                                   | 1 mois | Robot protecteur                                                              | Tank     | Numbani                        | Omniaque | 21 mars 2017        | Canon à Fusion                                                       | -Blindage -Halte ! (Overwatch 1) -Dispositif de Protection (Overwatch 1) -Javelot d'énergie (Overwatch 2) -Rotation de Javelot (Overwatch 2) | Aucun                       | Surchargeur (Overwatch 1) Vague Terra (Overwatch 2)                           | Aucune                                                                                 | Numbani                                                                  | - Esprit de la forêt                        | - Renne                          | - Secteur Zéro                             | - Démon                                  | - Démon taureau - Sanye               |
| Pharah             | Fareeha Amari                                           | 34     | Responsable de la sécurité                                                    | Dégâts   | Égypte                         | Humaine  | 24 mai 2016         | Lance-Roquettes Falcon                                               | -Réacteurs -Conflagration -Elan propulseur                                                                                                   | Stabilisateurs              | Barrage                                                                       | Helix Security International                                                           | Gizeh, Égypte                                                            | - Orbite -Fibre de carbone - Bédouine       | - Zéro absolu                    | - Aviatrice                                | - Armure enchantée - Possédée            | - Quinglong                           |
| Ramatrra*          | Ramattra                                                | 28     | Chef du Secteur Zero                                                          | Tank     | Népal                          | Omniaque | 6 décembre 2022     | Accélérateur du Vide (Forme omniaque) Martèlement (Forme de némésis) | -Transformation -Vortex vorace -Barrière du vide                                                                                             | Aucun                       | Annihilation                                                                  | Secteur Zéro                                                                           | Inconnue                                                                 | -                                           | -                                | -                                          | -                                        | -                                     |
| Reine des Junkers* | Odessa « Dez » Stone                                    | 31     | Reine                                                                         | Tank     | Australie                      | Humaine  | 4 octobre 2022      | Fusil à Dispersion                                                   | - Lame grantée - Cri de commandement - Carnage                                                                                               | Montée d'adrénaline         | Massacre                                                                      | Reine des Junkers                                                                      | Junkertown, Australie                                                    | -                                           | -                                | -                                          | -                                        | -                                     |
| Reinhardt          | Reinhardt Wilhelm                                       | 63     | Aventurier                                                                    | Tank     | Allemagne                      | Humaine  | 24 mai 2016         | Marteau à Réaction                                                   | -Charge -Barrière -Frappe de feu | Aucun                       | Choc sismique                                                                 | Overwatch (Anciennement)                                                               | Stuttgart, Allemagne                                                     | - Reinacier                                 | - Festif                         | - Lieutnant Wilhelm                        | - Draugr - Kalt                          | - Guan yu - Wujing                    |
| Sigma              | Siebren de Kuiper                                       | 64     | Astrophysicien                                                                | Tank     | Pays-Bas                       | Humain   | 13 août 2019        | Hypersphères                                                         | -Écran expérimental -Captation cinétique -Concrétion                                                                                         | Aucun                       | Flux gravitationnel                                                           | La Griffe                                                                              | La Haye, Pays-Bas (anciennement)                                         | - Contenu inexistant                        | - Frigma                         | - La Griffe                                | - Hollandais vollant (Flying Deutschman) | - Contenu inexistant                  |
| Sojourn*           | Vivian Chase                                            | 47     | Justicière                                                                    | Dégâts   | Canada                         | Humaine  | 4 octobre 2022      | Canon électrique                                                     | - Canon électrique (charge) - Tacle - Tir disruptif                                                                                          | Aucun                       | Surcadençage                                                                  | Soldate (anciennement) Capitaine d'Overwatch (anciennement) Combattante (anciennement) | Toronto, Canada                                                          | -                                           | -                                | -                                          | -                                        | -                                     |
| Soldat 76          | Inconnue (John Francis "Jack" Morrison)                 | 58     | Justicier                                                                     | Dégâts   | Inconnue ( États-Unis)         | Humaine  | 24 mai 2016         | Fusil à Impulsions                                                   | -Roquettes LX -Sprint -Champ Biotique | Aucun                       | Visière tactique                                                              | (Armée américaine (Anciennement)) Overwatch (Anciennement)                             | Inconnue (Bloomington, Indiana, États-Unis)                              | - Cyborg : 76                               | - Chandail : 76                  | - Soldat : 1776 - Uniforme 76              | - Tueur : 76 - Immortel                  | - Bon augure                          |
| Sombra             | Olivia Colomar                                          | 32     | Hackeuse                                                                      | Dégâts   | Mexique                        | Humaine  | 15 novembre 2016    | Pistolet Mitrailleur                                                 | -Piratage -Virus (Overwatch 2) -Transducteur                                                                                                 | Furtivité                   | IEM                                                                           | Los Muertos (Anciennement) La Griffe                                                   | Dorado, Mexique                                                          | -Chat néon - Chat noir - Oro                | - Givre - Sucre d'orge           | - La Griffe                                | - Fiancée - Fantasma (fantôme)           | - Visage fluctuant                    |
| Symmetra           | Satya Vaswani                                           | 30     | Architecte                                                                    | Dégâts   | Inde                           | Humaine  | 24 mai 2016         | Projecteur à Photons                                                 | -Tourelle sentinelle -Téléporteur | Aucun                       | Écran photonique                                                              | Vishkar Corporation                                                                    | Utopée, Inde                                                             | - Hydre - Illusionniste - Oasis             | - Gui - Patineuse artistique     | - Contenu inexistant                       | - Dragon - Vampire                       | - Qipao                               |
| Torbjörn           | Torbjörn Lindholm                                       | 59     | Fabricant d'armes                                                             | Dégâts   | Suède                          | Humain   | 24 mai 2016         | -Pistolet à Rivets (Principale) -Marteau de forge (Secondaire)       | -Déploiement de tourelle -Surcharge | Aucun                       | Cœur de magma                                                                 | Overwatch (Anciennement)                                                               | Götenberg, Suède                                                         | - Cybjörn                                   | - Bûcheron - Père tourelle       | - Cuirassé - Ingénieur en chef Lindholm    | - Viking                                 | - Zhang Fei                           |
| Tracer             | Lena Oxton                                              | 28     | Aventurière                                                                   | Dégâts   | Royaume-Uni                    | Humaine  | 24 mai 2016         | Pulseurs                                                             | -Rappel -Transferts | Aucun                       | Bombe à impulsion                                                             | Overwatch (Anciennement)                                                               | Londres, Royaume-Uni                                                     | - Eclair - Graffeuse                        | - Flot de laine - Lutin          | - Cavalerie - Recrue Oxton                 | - Feu follet                             | - Nezha - Hong Gildong - Roses rouges |
| Venture*           | Sloan Cameron                                           | 26     | Archéologue                                                                   | Dégâts   | Canada                         | Humaine  | 16 avril 2024       | Excavateur futé                                                      | -Enfouissement -Forage Rapide | Castagne Volonté d’exporter | Secousse sismique                                                             |                                                                                        |                                                                          | -                                           | -                                |                                            |                                          |                                       |
| Vital*             | Niran PruksaManne                                       | 31     | Artiste, inventeur                                                            | Soigneur | Arcologie Atlantique           | Humain   | 11 avril 2023       | Fleur de soins (principal) Volée d'épines (secondaire)               | -Plateforme de pétales -Emprise salvatrice -Elan régénérant                                                                                  | Ancun                       | Arbre de vie                                                                  | Vishkar (anciennement)                                                                 | Océan atlantique                                                         | -                                           | -                                | -                                          | -                                        | -                                     |
| Winston            | Winston                                                 | 31     | Scientifique, aventurier                                                      | Tank     | Colonie Lunaire Horizon (Lune) | Gorille  | 24 mai 2016         | Canon Tesla                                                          | -Propulseurs -Générateur d'écran | Aucun                       | Rage primordiale                                                              | Overwatch (Anciennement)                                                               | Colonie lunaire Horizon (Anciennement)                                   | - Gargouille                                | - Yéti                           | - Spécimen : 28                            | - Loup-Garou                             | - Bronze antique - Wukong             |
| Zarya              | Aleksandra Zaryanova                                    | 30     | Soldat                                                                        | Tank     | Russie                         | Humaine  | 24 mai 2016         | Canon à Particules                                                   | -Écran de particules -Écran généré | Energie                     | Orbe à gravitons                                                              | Forces Armées Russes                                                                   | Front de Krasnoïarsk, Russie                                             | - Cyberienne                                | Snowboardeuse - Frimas           | - Polyanitsa - Exercice - Pilote de course | - Einherjar - Femme des années 80        | - Xuanwu                              |
| Zenyatta           | Tekhartha Zenyatta                                      | 33     | Gourou Errant, Aventurier                                                     | Soigneur | Népal                          | Omniaque | 24 mai 2016         | Orbes de Destruction                                                 | -Orbe d'harmonie -Orbe de discorde | Coup de pied                | Transcendance                                                                 | Les Shambali (Anciennement)                                                            | Monastère shambali, Népal (anciennement)                                 | - Fanatique - Huitzilopochtli               | - Rétrobot - Casse-noisette      | Subaquatique                               | - Adorateur - Crânyatta                  | - Zhuge Liang - Sanzang               |

## Informations complémentaires
Dans l'histoire du jeu, nous ne connaissons pas le nom, l'âge ou la nationalité de Faucheur et Soldat 76 car ce sont des personnages mystères, mais on connait ces informations grâce aux ajouts d'informations de Blizzard qui sont souvent externes au jeu (par exemple des événements qui ne rejoignent pas la continuité actuelle du jeu).
Ces ajouts sont notamment, l'événement Archives (qui a ajouté Avis de tempête, Représailles et Insurrection), de nombreuses vidéos de présentation de personnages sur la chaîne YouTube Overwatch FR (comme celle de Doomfist, sortie peu avant la sortie du héros pour présenter celui-ci), ou encore des comics (comme la bande dessinée Réflexion, qui nous apprend notamment l'homosexualité de Tracer, la possibilité d'un amour entre Genji et Ange ou encore que Fatale est peut-être sur le chemin de la rédemption.